# IDEA-NEW
IDEA-NEW là từ viết tắt của Incentives Driving Economic Alternatives for the North, East and West (tạm dịch: Khuyến khích Thúc đẩy Giải pháp Thay thế Kinh tế dành cho miền Bắc, Đông và Tây), và là một chương trình do Cơ quan Phát triển Quốc tế Hoa Kỳ (USAID) tài trợ tại Afghanistan. Chương trình này trợ giúp nông dân trồng các loại cây khác nhau ở các tỉnh thường trồng anh túc để sản xuất thuốc phiện và hợp tác với các cơ quan chính phủ Afghanistan như Bộ Nông nghiệp, Thủy lợi và Chăn nuôi, Bộ Các vấn đề Phụ nữ và Bộ Phòng chống Ma tuý. Thực tế là chương trình đã tham khảo ý kiến với người dân Afghanistan địa phương "ở mọi giai đoạn hoạt động" và sử dụng hầu hết tất cả nhân viên công vụ Afghanistan khiến dự án này trở nên bất thường và theo Trudy Rubin, lại thành công hơn các chương trình viện trợ dân sự khác do phía Mỹ hậu thuẫn.

## Lịch sử
IDEA-NEW diễn ra từ ngày 2 tháng 3 năm 2009 đến ngày 1 tháng 3 năm 2014. Dự án được chính phủ Mỹ tài trợ với ngân sách 150 triệu đô la và dự định hoạt động ở các khu vực ít bạo lực của Afghanistan. Một nhà thầu tên gọi Development Alternatives Inc. nắm quyền lãnh đạo dự án này.
Dự án giúp xây dựng chợ nông sản ở thị trấn Qala-e-Naw. Đồng thời cũng phục hồi Kênh Sakha ở huyện Baharak, bắt đầu thi công vào năm 2011.